# Dekanat Freudenstadt
Das Dekanat Freudenstadt ist eines von 25 Dekanaten in der römisch-katholischen Diözese Rottenburg-Stuttgart. Der Dekanatssitz befindet sich in Horb am Neckar.

## Gliederung
Das Dekanat wurde 1976 aus den ehemaligen Dekanaten Horb und Freudenstadt gegründet und ist deckungsgleich mit den bis 1945 zum Land Württemberg gehörenden Teilen des Landkreises Freudenstadt, was den überwiegenden Teil des Landkreises betrifft. Lediglich die katholischen Gemeinden von Bad Rippoldsau-Schapbach gehören zum Dekanat Offenburg-Kinzigtal sowie die Gemeinden der Seelsorgeeinheit Empfingen-Dießener Tal zum Dekanat Zollern.
Die Leitung des Dekanats Freudenstadt liegt beim Dekanatsrat, der aus Vertretern aller Kirchengemeinden und verschiedener Verbände sowie dem Dekan, seinem Stellvertreter und dem Rechnungsführer besteht. Außerdem gibt es noch einen Geschäftsführenden Ausschuss, der den Dekanatsrat vertritt und die laufenden Aufgaben wahrnimmt. Da der Horber Teil des Dekanats bis 1805 zu Vorderösterreich gehörte, ist er im Gegensatz zum Freudenstadter Teil katholisch geprägt. Der zu Württemberg gehörende Freudenstadter Teil des Dekanats ist mehrheitlich protestantisch geprägt.
Die sechs Seelsorgeeinheiten (SE) sind:
- SE 1a: Gemeinde: St. Maria, Königin der Apostel Baiersbronn
- SE 1b: Gemeinden: Christi Verklärung Freudenstadt, St. Benedikt Alpirsbach, Kroatische Kirchengemeinde Freudenstadt
- SE 2: Gemeinden: Herz Jesu Lützenhardt, St. Agatha Salzstetten mit der Wallfahrtskirche Zur Schmerzhaften Muttergottes Heiligenbronn
- SE 3a: Gemeinden: Mariä Geburt Altheim, St. Michael und Laurentius Talheim, St. Martinus Talheim
- SE 3b: Gemeinden: Zum Heiligen Kreuz Horb, St. Johannes Baptist Rexingen, Zur Schmerzhaften Muttergottes Bildechingen, Kirchengemeinde Mühlen am Neckar, St. Mauritius Nordstetten, St. Stephanus Wiesenstetten, St. Konrad Ahldorf, St. Gallus Mühringen
- SE 4: Gemeinden: St. Stephanus Eutingen im Gäu, St. Martinus Weitingen, St. Nikolaus Göttelfingen, St. Georg Rohrdorf
  - die Seelsorgeeinheit 4 bildet gemeinsam mit der Seelsorgeeinheit 7 des Dekanates Rottenburg mit den Kirchengemeinden Ergenzingen und Baisingen eine dekanatsübergreifende Seelsorgeeinheit mit dem Pfarrsitz in Ergenzingen.

## Einrichtungen
Auf dem Gebiet des Dekanats Freudenstadt gibt es unter anderem ein BDKJ-Jugendreferat, die Katholische Erwachsenenbildung Kreis Freudenstadt e. V. und ein Caritas-Zentrum, alle mit Sitz in Horb. Außerdem hat der Landesverband der katholischen Kindertagesstätten den Sitz im Dekanatshaus in Horb.